# 支秉彝
支秉彞（1911年9月—1993年7月），男，江蘇泰州人，中国電信工程专家、測量儀器專家、汉字编码专家，支秉彞输入法的發明者。由於他是中國大陸地區研究漢字處理電腦化的最早一批人物，他被譽為「漢字信息處理開拓者」。

## 生平
早年於泰州中學畢業，1935年，畢業于浙江大學電機系。之後出國留學，並於德國萊比錫大學的物理學研究院取得博士學位。
1976年開始進行漢字編碼及信息化的問題研究，並試制出見字識碼，俗稱為「支秉彝碼」，1980年代初期的電腦系統（如華達中文系統）都有提供。1980年当选为中國科學院院士。

## 外部連結
- 人民网：中国两院院士资料库：支秉彝